# Otero de los Centenos
Otero de Centenos (en carballés Oteru de Centenos) es una localidad española perteneciente al municipio de Manzanal de los Infantes, en la provincia de Zamora y la comunidad autónoma de Castilla y León. Pertenece a la comarca de La Carballeda y se encuentra situada al norte de Mombuey.

## Historia
La existencia de un castro astur junto a la localidad muestra la existencia de poblamiento humano en la misma desde época prerromana.
En la Edad Media, Otero quedó integrado en el Reino de León, cuyos monarcas acometieron la repoblación del oeste zamorano. En esta época, la localidad fue donada en el año 1078 por Ximeno Mutarraquiz al monasterio de Santa Marta de Tera. Ha de suponerse por tanto que su vida cotidiana fue pareja a la de otras localidades de la comarca en la que se integra.
Durante la Edad Moderna, estuvo integrado en el partido de Mombuey de la provincia de Zamora, tal y como reflejaba en 1773 Tomás López en Mapa de la Provincia de Zamora. Así, al reestructurarse las provincias y crearse las actuales en 1833, Otero de Centenos se mantuvo en la provincia zamorana, dentro de la Región Leonesa, integrándose en 1834 en el partido judicial de Puebla de Sanabria.
En 1959 el municipio de Otero de Centenos se fusionó con el de Manzanal de los Infantes, en cuyo municipio se mantiene en la actualidad.

## Geografía humana

### Demografía
| Gráfica de evolución demográfica de Otero de Centenos entre 1842 y 1950 |
| |
| Población de derecho según los censos de población del INE Población de hecho según los censos de población del INEEntre el censo de 1960 y el anterior, este municipio desaparece porque se integra en el municipio 49112 (Manzanal de los Infantes) |

## Patrimonio
De entre su caserío, destaca su iglesia parroquial de San Antolín. Románica, iniciada en el siglo XII, su fábrica es de mampuesto irregular reforzado por sillares en los ángulos. En ella destacan algunos relieves de su torre campanario cuadrangular, dividida en tres cuerpos por dos líneas de imposta, en el superior de los cuales se abren cuatro vanos de medio punto para albergar las campanas, uno en cada una de sus caras, y la portada, sita bajo un porche en el lado de la epístola y decorada con dos sobrias arquivoltas de medio punto.

### Castro de Otero de Centenos
El castro se encuentra situado en un cerro a orillas del río Negro. Desde él se divisa buena parte de la comarca propia y de las vecinas. Hoy en día los robles cubren por completo sus laderas y sus entresijos. En la cima resulta extraño encontrar una meseta de dos alturas, en la que no hay árboles, solo escobas. La parte alta podría ser la habitada, quedando la baja para el ganado. Aunque eso son solo elucubraciones. No hemos encontrado camino de acceso y los habitantes no lo recuerdan.
También resultan extraños una serie de pozos o manantiales prácticamente sepultados que hacen crecer los juncos en lo alto del cerro. Por lo aparente del lugar y sus vistas se ha de hacer un alto en el camino. Además el bosque de roble que desciende hasta el río en un aparente fin de fines en la sucesión biológica, con troncos llenos de líquenes, suelos cubiertos de helechos y piedras ocultas bajo los mantos de briofitas, recrean el mismo ambiente de leyenda que los campos de lajas en Fresno de la Carballeda.